# Gestão Cogumelo

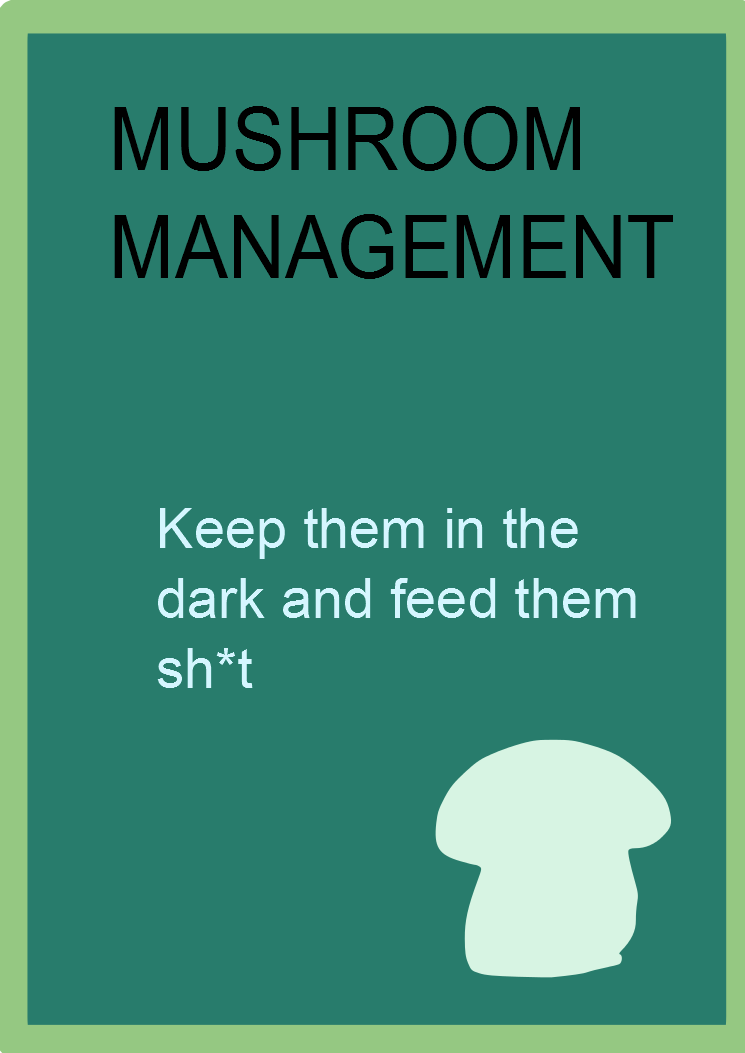

Gestão Cogumelo, conhecida também Pseudo-Análise Desenvolvimento Cego, é um termo jocoso usado para descrever o funcionamento de uma empresa onde os canais de comunicação  entre os gestores e os funcionários não funcionam corretamente. O termo pode muito bem ter-se originado a partir da proverbial forma cogumelos são cultivados: "Mantê-los no escuro e alimentá-los com merda."

## Descrição
A Gestão-Cogumelo é um estilo de gestão em que o pessoal não está familiarizado com as ideias ou o estado geral da empresa, e são dadas de trabalho sem saber o propósito deste trabalho. Gestão de Livro-Aberto é o oposto de Gestão Cogumelo. Gestão Cogumelo significa a curiosidade e a auto-expressão dos trabalhadores não são apoiadas. Os funcionários muitas vezes não tem ideia de qual a situação geral da a empresa , porque os líderes tendem a tomar todas as decisões por conta própria, sem pedir a opinião de mais ninguém. Esse problema pode ocorrer quando o gestor não entende o trabalho dos funcionários (em uma empresa de programação, por exemplo) e, portanto, não pode se comunicar de forma eficaz com os colaboradores.
A Gestão-Cogumelo também pode ser encontrada em ambientes que não são relacionados a negócio. Às vezes pode ser encontrado no ensino, quando estudantes em um grupo decide não compartilhar informações com os outros alunos. Isso significa que eles vão aparecer mais inteligente e dedicados nas avaliações.

## Razões
As principais razões para o desenvolvimento de Gestão Cogumelo dentro de uma empresa podem ser encontradas no nível gerencial. A Gestão Cogumelo muitas vezes se desenvolve quando os gestores vêem a si mesmos como os únicos tomadores de decisão dentro da empresa, ao invés de líderes que dirigem todos os colaboradores para um sucesso compartilhado. Isso pode, muitas vezes ocorrer involuntariamente: os gestores temem que seus funcionários irão descobrir novas e importantes ideias em vez deles, o que leva os gestores a tomarem decisões erradas e impedirem que funcionários assumam um papel ativo em seu trabalho. Como resultado, os empregados acabam fazendo este trabalho de forma mecanica e repetitiva, sem contribuirem de uma forma mais produtiva ou de forma ativa.

## Benefícios
A principal característica da Gestão Cogumelo é que os funcionários têm responsabilidade limitada sobre a empresa. A importância das decisões que têm que fazer é mínimo, o que pode muitas vezes reduzir o stress no local de trabalho..

## Consequências
As consequências da Gestão Cogumelo podem ser extremamente prejudicial para todos os envolvidos na empresa. Se o fluxo de informações dentro de uma empresa é insuficiente, as pessoas envolvidas, muitas vezes podem acabar com um conhecimento limitado de como reagir em situações que requerem avaliação rápida e comandos de tomada de decisão.
Por exemplo, uma empresa que fabrica e vende sapatos pode investigar as preferências dos seus clientes, e descobrir que elas mudaram. No entanto, se essa informação não é passada para o gerente de vendas de uma loja individual,  a loja ainda vai oferecer o "velho" modelo de sapatos e não irá atrair a atenção dos clientes de forma eficaz. No final deste processo, a culpa é, por vezes, atribuída aos vendedores de loja, porque eles são os funcionários em contato direto com os clientes.

## Exemplos

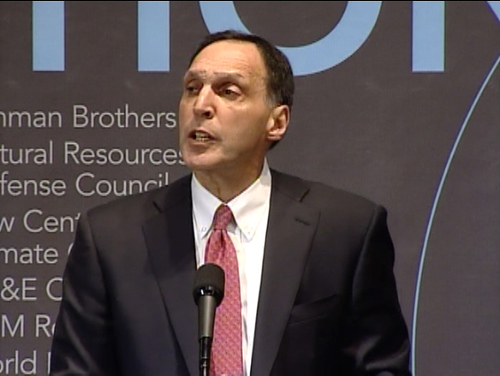
Richard Fuld, CEO da Lehman Brothers

### A falência do Lehman Brothers
Quando o banco Lehman Brothers faliu em 2008, um volume considerável de informações sobre a gestão do banco, foi revelado, incluindo a maneira que Richard S. Fuld, Jr., o ex-CEO, organizou o banco. O banco começou a se concentrar mais e mais em hipotecas excessivamente arriscadas; no entanto, nem os funcionários, nem o público estavam cientes da situação financeira do banco. Fuld, juntamente com outros gerentes, tinha mantido uma quantidade significativa de informações essenciais em segredo, bem como mentiu para os investidores e para todas as outras partes envolvidas. Todos achavam que a Lehman Brothers estavam envolvidos com uma variedade de investimentos, tanto seguros como de risco; na realidade, porém, eles tinham trabalhado com muito mais risco de carteira do que era apropriado. Após o banco falir, Fuld recusou-se a assumir a culpa por qualquer um desses eventos, mesmo que tendo sido o responsável pela ocultação da informação.

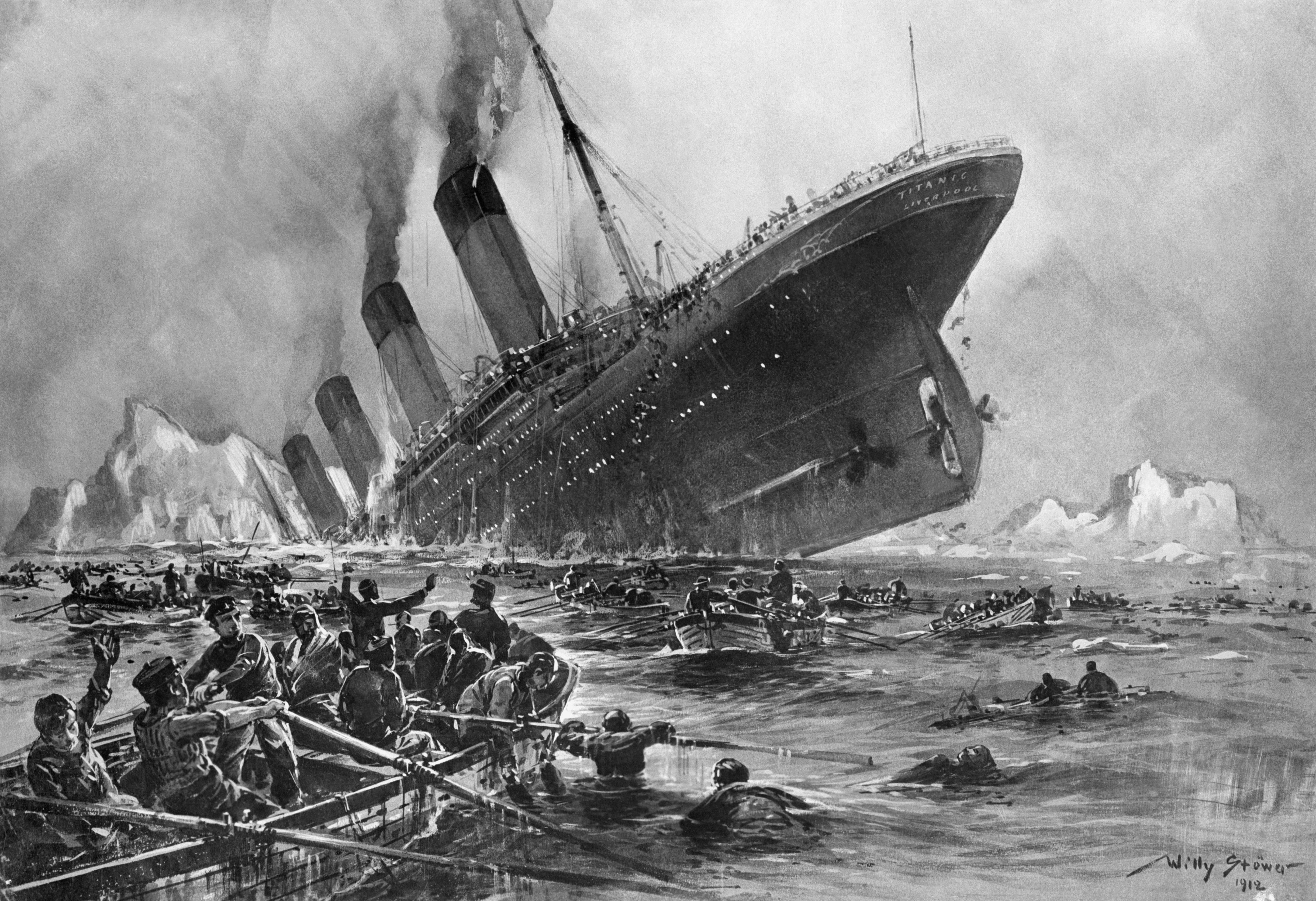
Afundamento do Titanic

### Naufrágio do Titanic
A Gestão Cogumelo também pode ocorrer durante a administra de situações únicas, individuais. Quando o Titanic se chocou  em um iceberg, só alguns membros da tripulação estavam cientes de que o navio estava afundando. A maioria dos tripulantes não foram informados sobre a gravidade da situação pelo capitão, o que resultou em caos e desorganização. O capitão tentou agir em seu por si mesmo, sem incorporar os oficiais em suas decisões.

## Contramedidas
O compartilhamento de informações com os colegas de trabalho e funcionários muitas vezes é inevitável; no entanto, uma das tarefas mais importantes para um gerente é distinguir entre a informação que pode ser compartilhada com outras pessoas e informações que não podem ser compartilhadas. Uma empresa não deve compartilhar todas as suas informações com seus colaboradores, pois isso pode ser ainda mais prejudicial. Gestores devem saber como distribuir informações e como se comunicar com as pessoas responsáveis por eles. A melhor maneira de evitar a Gestão Cogumelo  a transparência.

## Gestão Cogumelo Benigna
Às vezes, Gestão Cogumelo pode ser muito útil se usada com cuidado. Este método envolve os colaboradores da empresa serem divididos em vários grupos, cada um dos quais tem todas as informações que ele precisa especificamente. Enquanto isso, o gerente é o responsável de dar a cada grupo as informações necessárias. Este tipo de gestão é extremamente difícil, e requer considerável habilidade.